# Публій Корнелій Калусса
Публій Корнелій Калусса (? — 304 рік до н. е.) — політичний діяч ранньої Римської республіки, великий понтифік з 332 до 304 року до н. е.

## Життєпис
Про його родину мало відомостей. Походив з патриціанського роду Корнеліїв. За деякими з них Публій Корнелій Калусса був сином або братом Публія Корнелія Скапули, консула 328 року до н. е. Когномен «Калусса» був особистим когноменом лише його. За його головуванням на чолі колегії понтифіків відбулося завершення складання культу давньоримських богів. До етруських богів й суто латинських приєдналися самнітські та оскські.